# Dinarmus basalis
Dinarmus basalis ist ein Hautflügler in der Familie Pteromalidae. Die Art wurde 1877 von dem italienischen Entomologen Camillo Rondani (1808–1879) als  Entedon basalis erstbeschrieben.
Sie wurde 1974 von Bouček in die Gattung Dinarmus überführt. Dinarmus basalis ist auch unter dem Trivialnamen „Bohnenkäfer-Erzwespe“ bekannt.

## Merkmale
Die Erzwespen sind olivgrün bis schwarzbraun gefärbt. Die Weibchen sind etwa 3,5 mm lang, die Männchen 2,5 mm.  Ashmead beschrieb 1904 die Art als Bruchobius laticeps und lieferte einen Bestimmungsschlüssel für die Gattung Bruchobius.
Der Kopf ist nicht dreiecksförmig, von vorne betrachtet mehr rundlich sowie geringfügig breiter als lang. Die Augen sind länglich-oval oder oval. Das Prästernum ist nicht groß. Die mesosternale Furche ist nicht ausgeprägt. Der Scheitel ist breit. Die metathorakalen Stigmen sind nicht gerundet. Die hinteren Coxae sind nicht klein, deren Hinterrand an der Basis haarig. Die Fühler weisen 3 Ringglieder (Anelli) auf. Das Pronotum ist so breit wie das Mesonotum.
Für die Weibchen gilt zusätzlich:
Das Pronotum ist deutlich separiert, der Vorderrand ist spitz. Der Metathorax ist kurz, punktiert, mit einem kleinen sphärischen Hals und ohne einen medianen oder quer verlaufenden Kiel. Die Stigmen sind annähernd nierenförmig. Das Flagellum ist annähernd fadenförmig, kaum verdickt zur Spitze hin. Der Hinterleib ist eiförmig, kaum länger als der Thorax. Die Marginalader der Vorderflügel ist nicht länger als die Stigmalader.

## Verbreitung
Dinarmus basalis kommt in vielen Teilen der Welt vor, darunter in Europa, Südasien und Afrika sowie Nord- und Südamerika.

## Lebensweise, Nutzung
Dinarmus basalis ist ein solitärer Ektoparasitoid von Larven und Puppen aus der Familie der Samenkäfer (Bruchidae). Die Wirte entwickeln sich in den Samen von Hülsenfrüchtlern (Fabaceae). Das Weibchen legt ein Ei an die äußere Körperhülle des Wirts innerhalb des Pflanzensamens ab. Die Parasitenlarve heftet sich an ihren Wirt und entwickelt sich dort, wobei sie ihren Wirt von außen frisst. Die postembryonische Entwicklung umfasst fünf Larvenstadien. Nach der Verpuppung verlässt die adulte Erzwespe den Samen, indem sie ein Loch in dessen Hülle frisst. Studien von Dinarmus basalis für den Einsatz zur biologischen Schädlingsbekämpfung wurden in Südasien, in Lateinamerika und in Westafrika durchgeführt. Die Dinarmus basalis-Erzwespen haben abhängig von der Umgebungstemperatur eine Lebenserwartung von 14–24 Tagen. Studien haben gezeigt, dass die Erzwespen insbesondere im Temperaturbereich zwischen 20 und 30 °C aktiv sind. Dinarmus basalis steht in Konkurrenz zu anderen Erzwespen. Studien mit von Decellebruchus atrolineatus parasitierten Augenbohnen haben gezeigt, dass Eupelmus vuilleti mit ihrem Legebohrer in das Einstichloch im Samen eindringt und die Larve oder das Ei von Dinarmus basalis tötet, um anschließend ein eigenes Ei an den Wirt zu platzieren.
Dinarmus basalis wird gemeinsam mit Anisopteromalus calandrae, einer weiteren Erzwespe, als „Nützling“ gegen Vorratsschädlinge kommerziell vertrieben.
Bekannte Wirtsarten von Dinarmus basalis sind:
- Acanthoscelides obtectus – Speisebohnenkäfer
- Bruchus pisorum – Gemeiner Erbsenkäfer
- Bruchus rufimanus – Ackerbohnenkäfer
- Callosobruchus analis
- Callosobruchus chinensis – Chinesischer Bohnenkäfer
- Callosobruchus maculatus – Vierfleckiger Bohnenkäfer
- Decellebruchus atrolineatus

## Taxonomie
Synonyme von Dinarmus basalis sind:
- Bruchobius laticeps Ashmead, 1904
- Dinarmus laticeps Ashmead, 1904
- Dinarmus latithorax Risbec, 1951
- Dinarmus seyrigi Risbec, 1952
- Dinotus seyrigi Risbec, 1952
- Scymnophagus latithorax Risbec, 1951

## Bilder vonDinarmus sp.

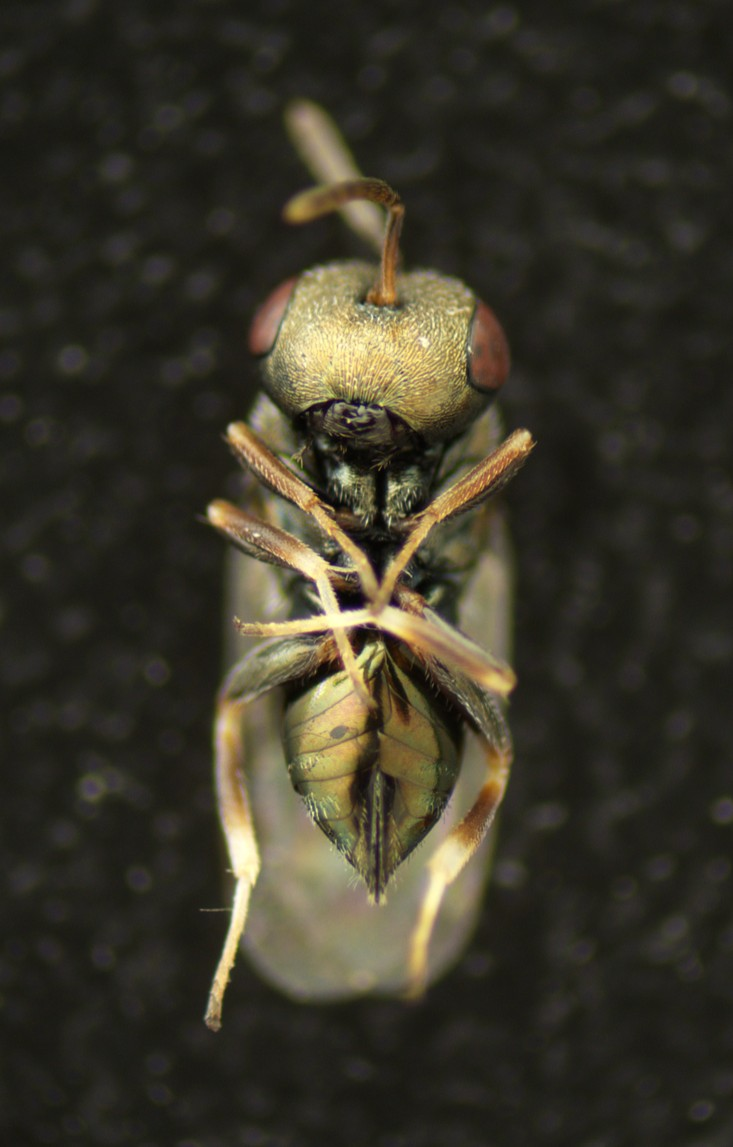
Dinarmus sp. ♂
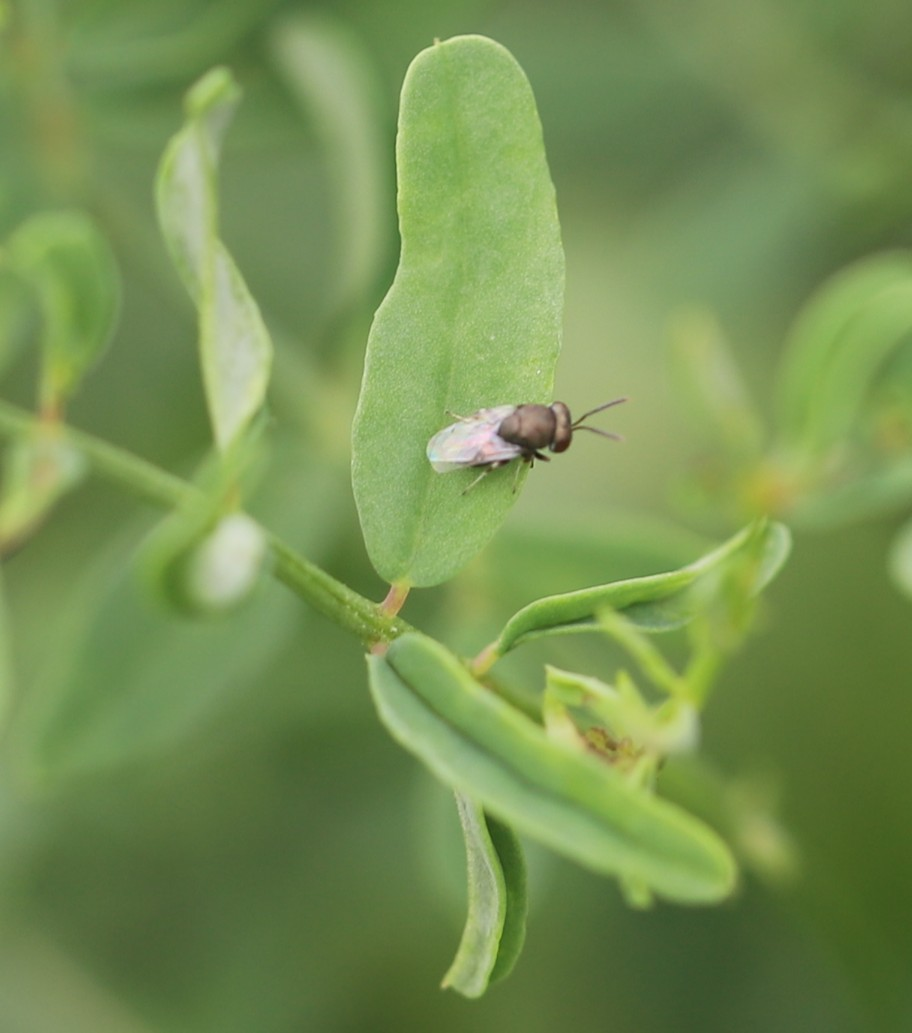
Dinarmus sp. ♂ Mitte September an Bunter Kronwicke
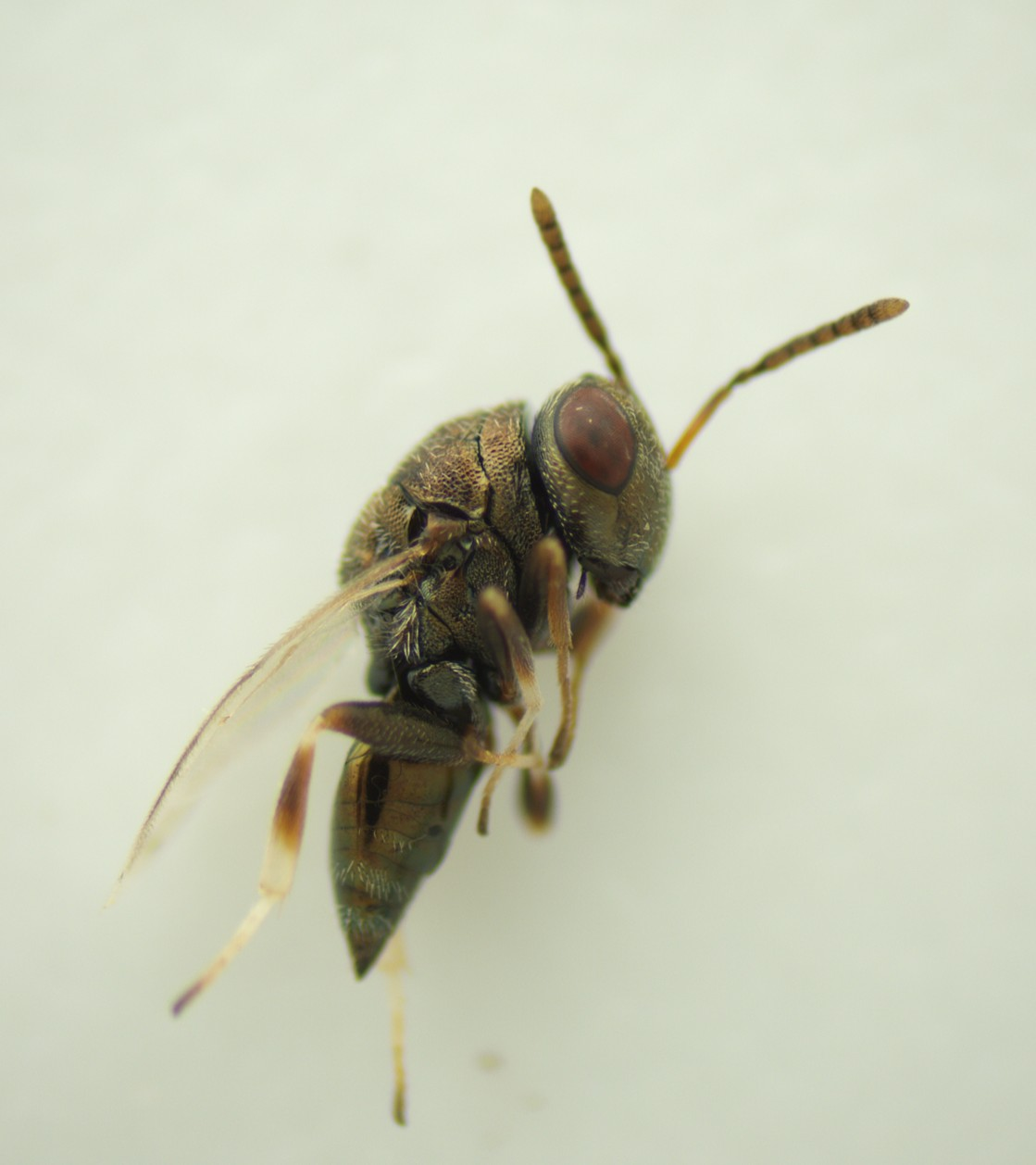
Dinarmus sp. ♂
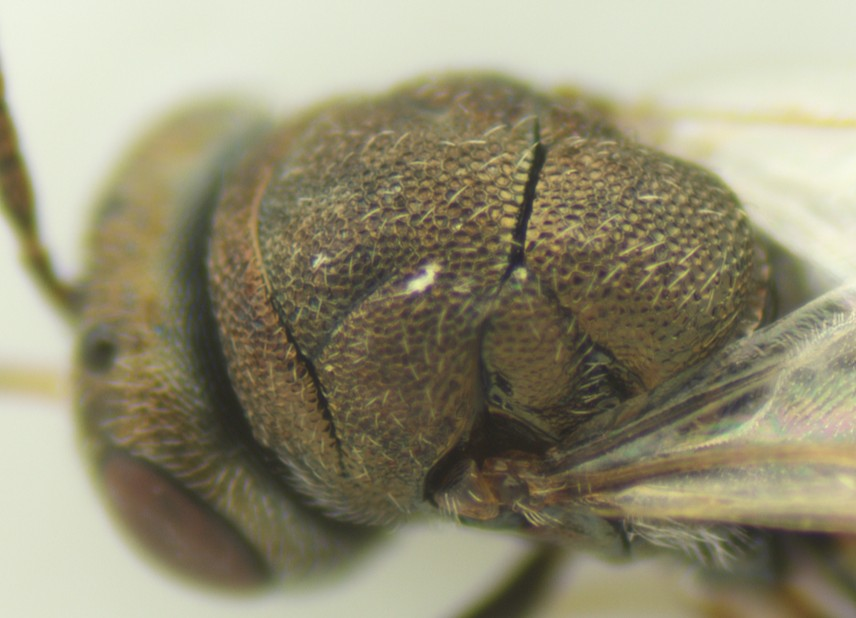
Dinarmus sp. ♂ – Thorax
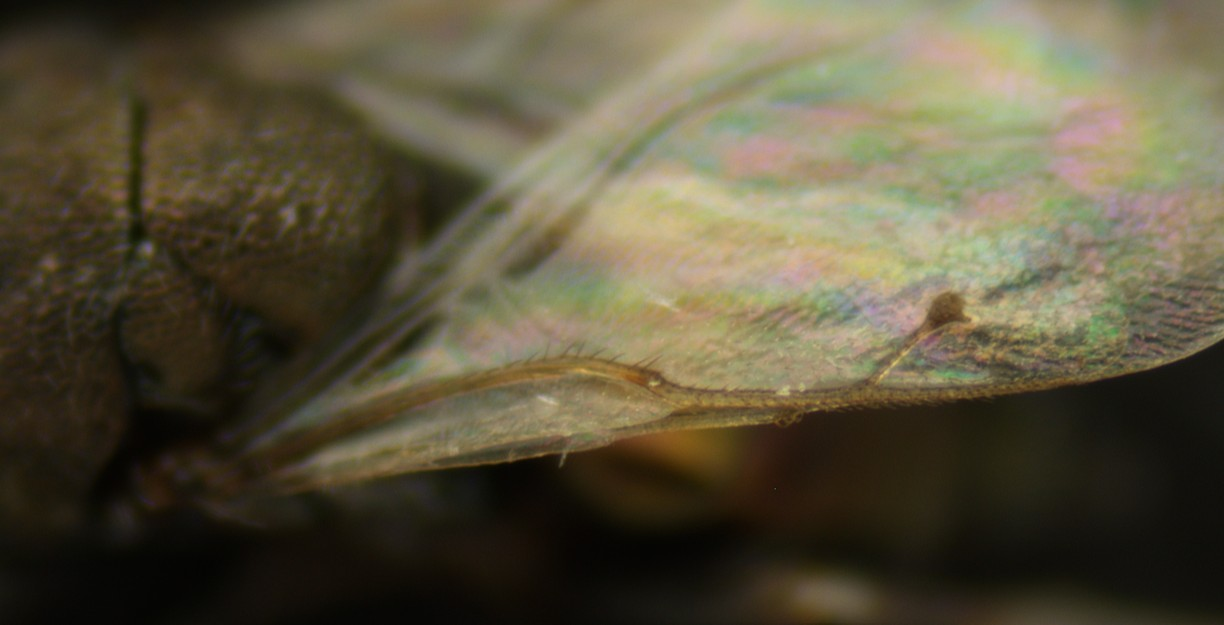
Dinarmus sp. ♂ – Flügeldetails
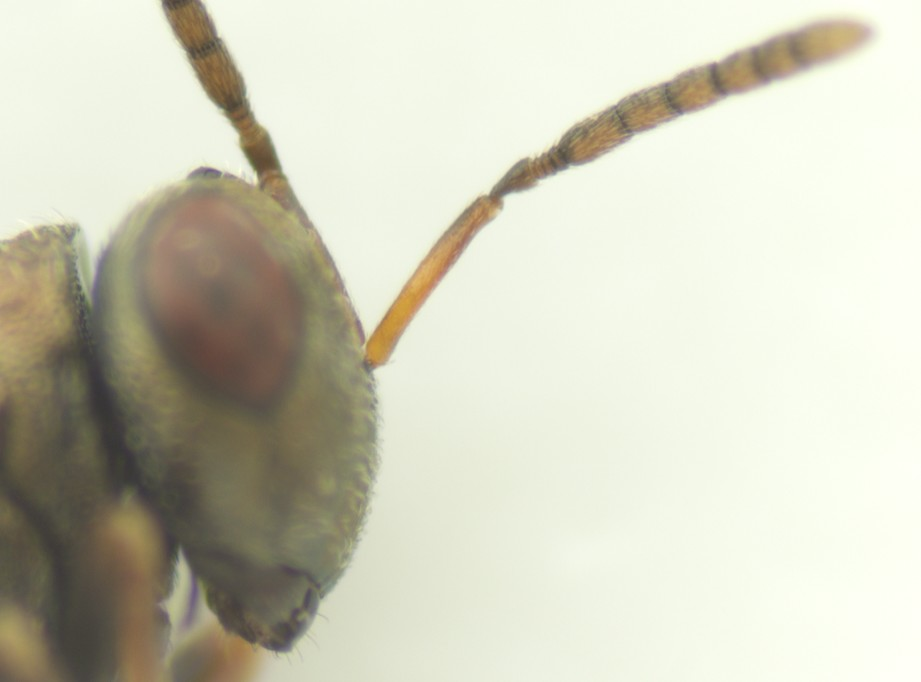
Dinarmus sp. ♂ – Fühler